# TMP (企業)
株式会社TMP（ティーエムピー）はかつて存在した磁気カード、ICカードなどのメーカー。2006年9月1日に東京磁気印刷株式会社から株式会社TMPへ社名変更した。2007年10月1日にトッパンレーベル株式会社と合併し、株式会社トッパンTDKレーベルとなった（法手続上はTMPが消滅会社）。
1970年12月1日にTDKと凸版印刷の共同出資により、東京磁気印刷株式会社として設立された。当初は磁気カードの生産が主で、
- キャッシュカード
- 預金通帳用磁気テープ
- オレンジカード
- テレホンカード
- ふみカード
- パチンコ用プリペイドカード
- メトロカード
- マリンカード
- パスネット

などの製造を行なってきた。
この他、プラズマディスプレイ部材や車載アンテナ、非接触ICカード、熱による書き換えを行なうポイントカードのシステム、英会話学習装置なども製造・販売している。